# Megaraptor
Megaraptor („obří zloděj“) byl rod velkého teropoda s nejistým systematickým zařazením, možná patřil do skupiny Allosauroidea nebo Tyrannosauroidea. Byl pro něj vytvořen klad Megaraptora, jehož zástupce známe již ze spodní křídy z Brazílie. Žil v době před 90 miliony lety (raná svrchní křída) na území současné Argentiny.

## Vzhled a zařazení
Megaraptor dosahoval podle většiny odhadů délky asi 8 až 9 metrů a hmotnosti kolem 1 tuny. Na každé přední končetině měl dva 30 cm dlouhé drápy. Vědci si dříve mysleli, že patřily na jeho nohu a Megaraptor by tak byl největší zástupce čeledi Dromaeosauridae, nicméně později se ukázalo, že patří na přední končetinu. Ve skutečnosti byl tento rod vývojově primitivnější než dromeosauři. Mezi jeho příbuzné patřili například australští teropodi Australovenator a Rapator.

## Galerie

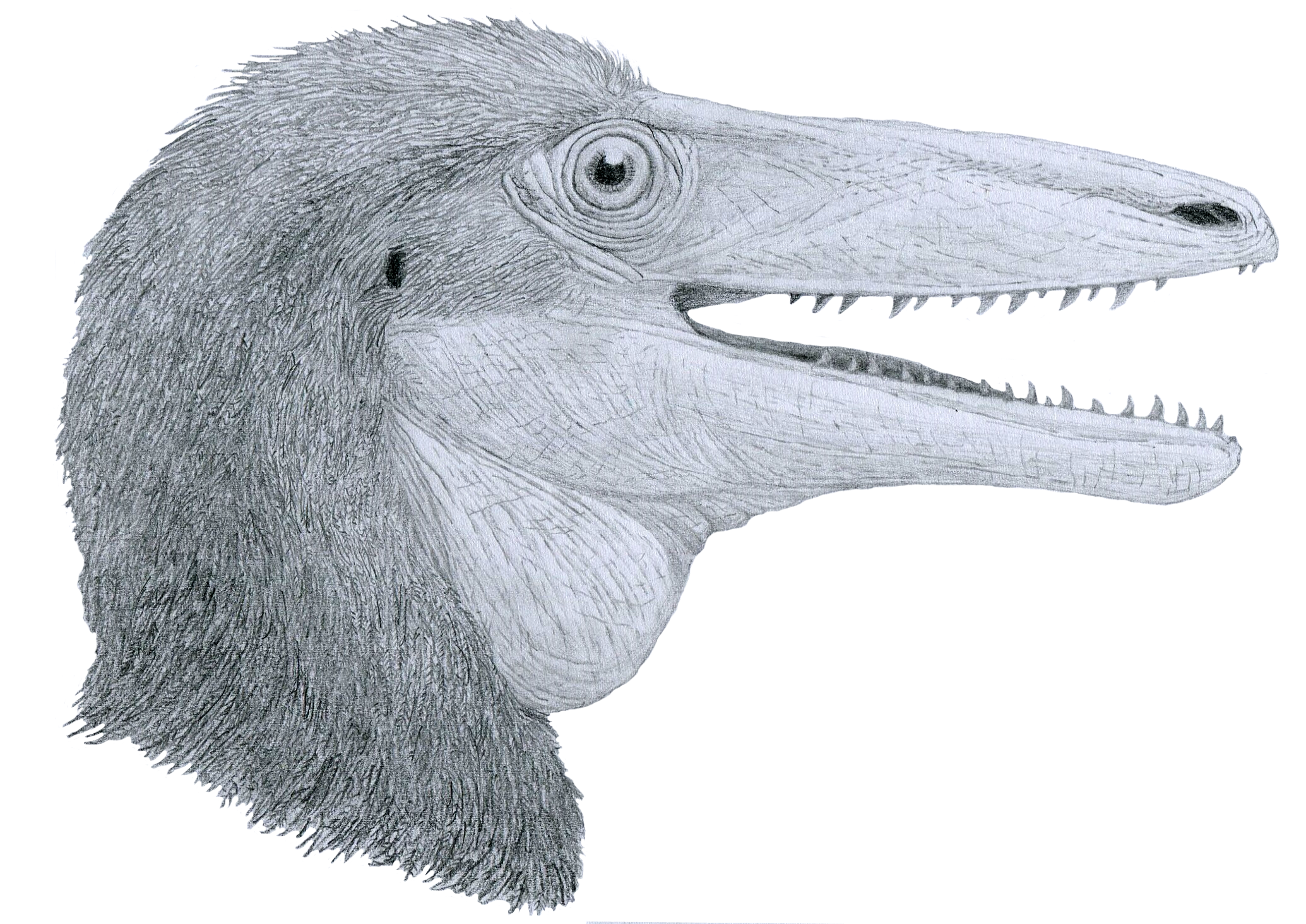
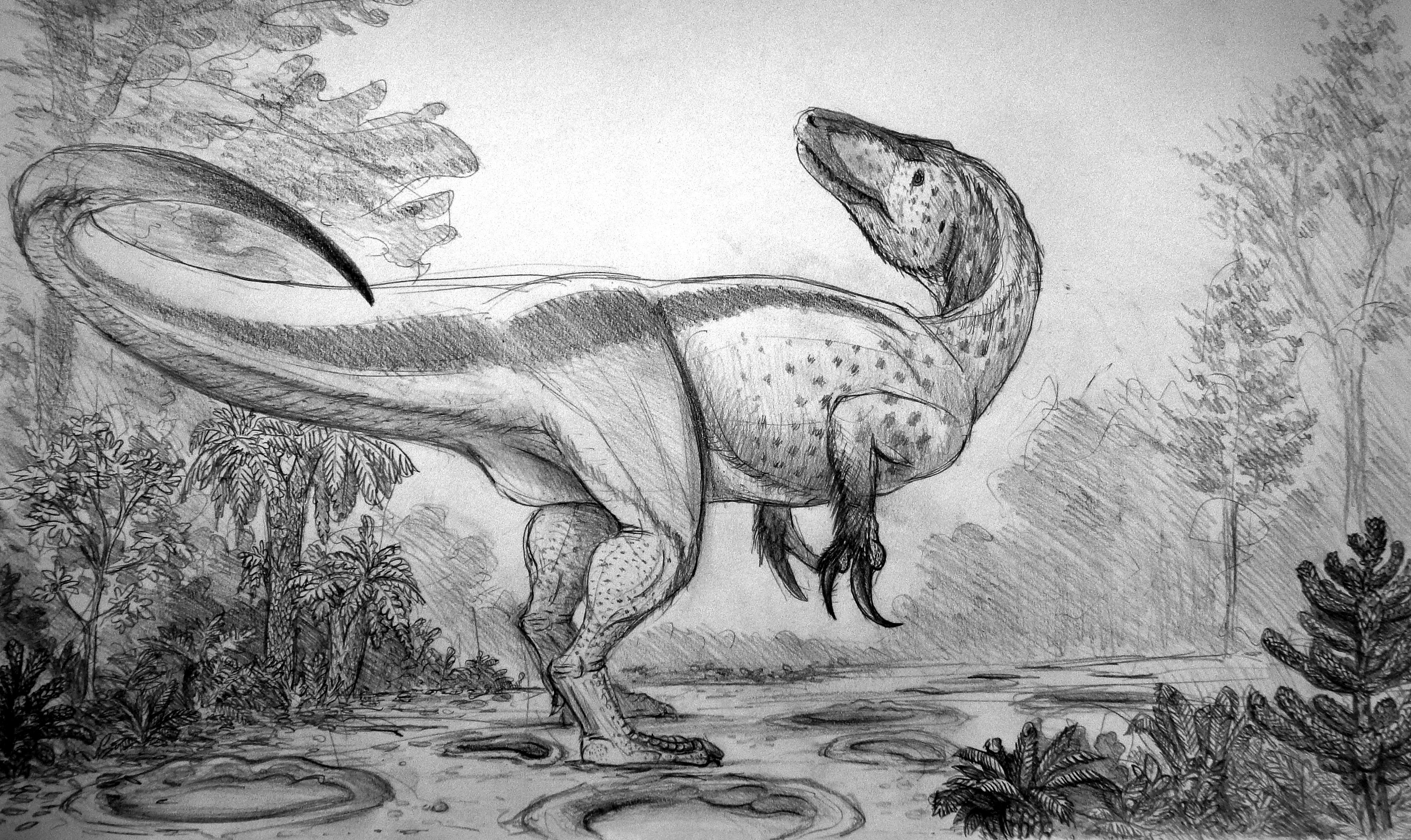
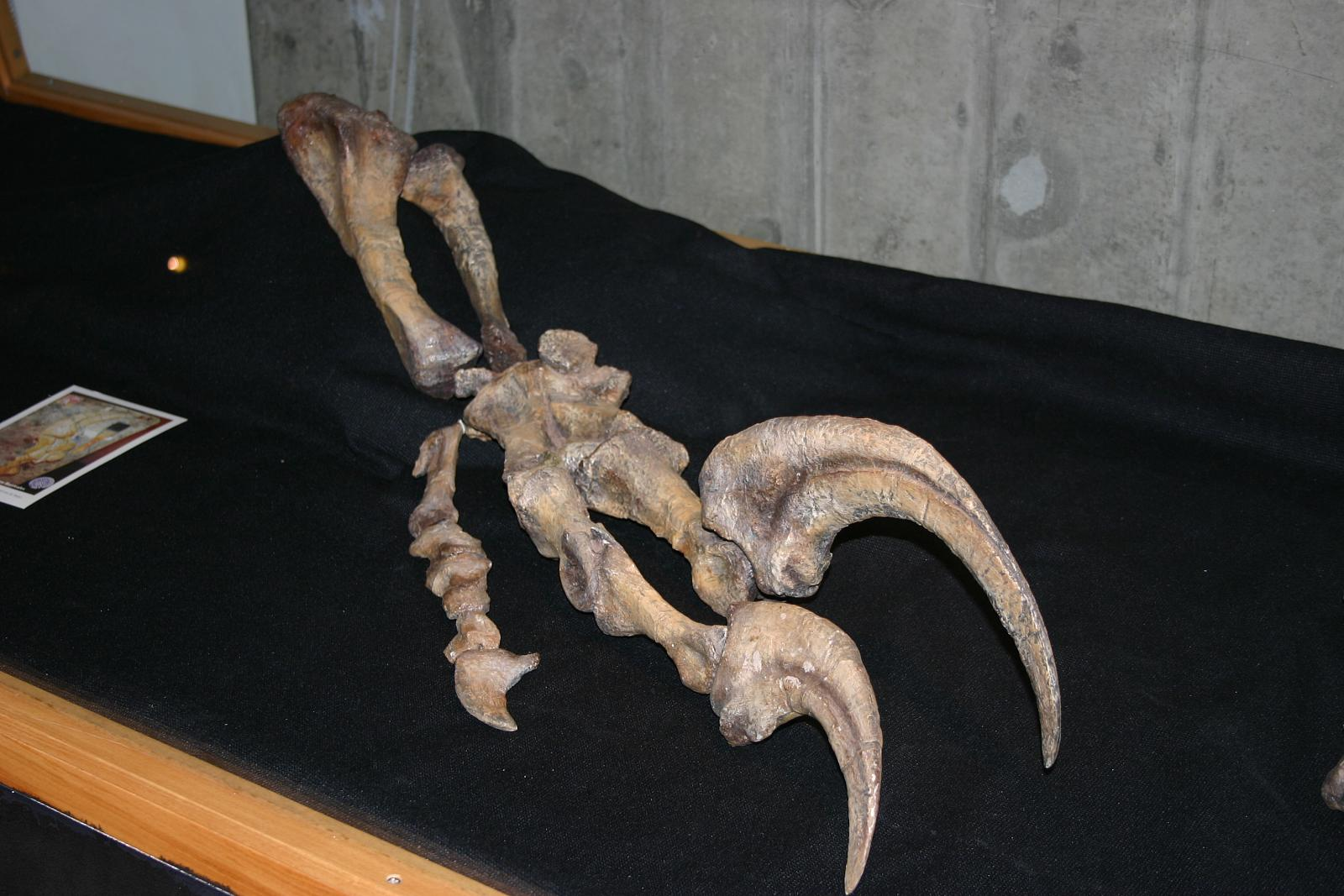
Megaraptor - přední končetina